# Comuna de Branice
Branice (polaco: Gmina Branice) é uma gminy (comuna) na Polónia, na voivodia de Opole e no condado de Głubczycki. A sede do condado é a cidade de Branice.
De acordo com os censos de 2004, a comuna tem 7791 habitantes, com uma densidade 63,9 hab/km².

## Área
Estende-se por uma área de 121,87 km², incluindo:
- área agricola: 89%
- área florestal: 1%

## Demografia
Dados de 30 de Junho 2004:
|                      | Total   | Total | Mulheres | Mulheres | Homens  | Homens |
| -------------------- | ------- | ----- | -------- | -------- | ------- | ------ |
|                      | pessoas | %     | pessoas  | %        | pessoas | %      |
| População            | 7791    | 100   | 3930     | 50,4     | 3861    | 49,6   |
| Densidade (pop./km²) | 63,9    | 100   | 32,2     | 32,2     | 31,7    | 31,7   |

De acordo com dados de 2002, o rendimento médio per capita ascendia a 1230,15 zł.

## Comunas vizinhas
- Głubczyce, Comuna de Kietrz.